# Wake Up! Wake Up!
| Críticas profissionais | Críticas profissionais |
| Avaliações da crítica  | Avaliações da crítica  |
| Fonte                  | Avaliação              |
| ---------------------- | ---------------------- |
| allmusic               | [ 2 ]                  |
| Jesus Freak Hideout    | [ 1 ]                  |

Wake Up! Wake Up! é o quarto álbum de estúdio da banda Everyday Sunday, lançado a 22 de maio de 2007.

## Faixas
1. "Let's Go Back" — 3:05
2. "Wake Up! Wake Up!" — 2:49
3. "Take Me Out" — 3:15
4. "Find Me Tonight" — 3:43
5. "Apathy for Apologies" — 3:10
6. "I'll Get Over It (Miss Elaineous)" — 3:25
7. "What We're Here For" — 3:15
8. "Now You're Gone" — 2:55
9. "Tell Me You'll Be There" — 3:37
10. "From Me to You" — 4:36

## Desempenho nas paradas musicais
| Parada musical (2007/08)              | Posição |
| ------------------------------------- | ------- |
| Estados Unidos - Top Christian Albums | 31      |
| Estados Unidos - Top Heatseekers      | 26      |